# Altstadt (Mainbernheim)

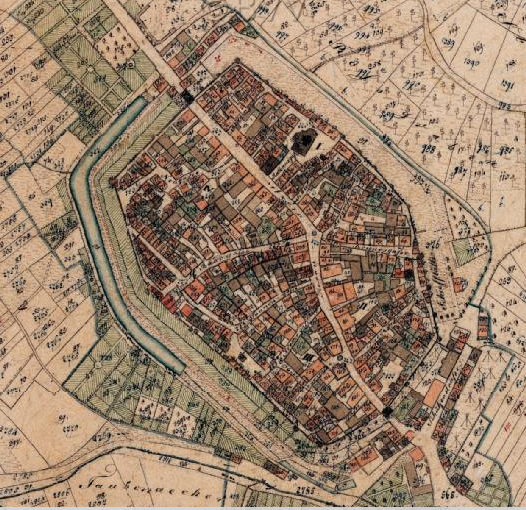
Die Mainbernheimer Altstadt auf dem Urkataster zu Beginn des 19. Jahrhunderts

Die mittelalterliche Altstadt des unterfränkischen Mainbernheim ist ein historischer Siedlungskern der Stadt. Sie ist heute gleichbedeutend mit dem Ensemble Altstadt Mainbernheim, das in der Ummauerung des 14. und 15. Jahrhunderts als Bau- und Bodendenkmal geschützt ist.

## Geografische Lage
Mainbernheim liegt in der nach der Stadt benannten Mainbernheimer Ebene, die mit ihren kleinen Hügeln zwischen Main und Steigerwald vermittelt. Die Altstadt selbst entstand an keiner topographisch herausragenden Stelle, sondern ist mitten im flachwelligen Gelände zu finden. Das Gelände steigt in Richtung Nordosten an, sodass die Stadt an einem Hang liegt. Die Lage der Stadt und die sie umgebenden, älteren urbanen Zentren Kitzingen (im Nordwesten) und Iphofen (im Südosten) lassen auf die individuelle Förderung der Siedlung durch die Obrigkeit schließen.
Die Altstadt in Form eines unregelmäßigen Siebenecks ist heute im Norden, Osten und im äußersten Süden umbaut. Lediglich im Süden und Westen, entlang der Bundesstraße 8, steht das Bauensemble frei in der Landschaft. Die Binnengliederung der Altstadt wird durch die herrschaftlichen Baulichkeiten geleistet, die sich im Norden auf dem höchsten Punkt des Stadtgebietes konzentrieren. Hier sind auch die repräsentativeren Bürgerhäuser zu finden. Die weitere Altstadt wird von den weniger prächtigen Bauten der Nebenstraßen dominiert. Das Ensemble wird von der Stadtmauer und den umlaufenden Gräben begrenzt.

## Geschichte

### Reichsdorf
Die Geschichte der Mainbernheimer Altstadt ist eng mit der Lage an der sogenannten Hohen Straße verbunden, die Frankfurt am Main und Nürnberg miteinander verband und in Mittelalter und Früher Neuzeit eine wichtige Handelsroute bildete. So tauchte das Dorf Mainbernheim im Jahr 1172 urkundlich im Zusammenhang mit der Straße auf. Kaiser Friedrich Barbarossa unterstellte die Siedlung damals dem Schutz des Reiches und erhob Mainbernheim zum Reichsdorf.
Durch die Lage der Siedlung an der Straße war der Ort in der Folgezeit auch ein Element der Reichspolitik, die von Königen und Kaisern betrieben wurde. Waren die Herrscher stark, florierte auch das Dorf, schwächelte die Zentralgewalt gegenüber anderen Kräften, litten auch die Mainbernheimer unter dieser Situation. So wurde Mainbernheim zeitweise an den Würzburger Fürstbischof verpfändet. Es ist allerdings davon auszugehen, dass das Dorf während des Hochmittelalters eine bedeutende Siedlung war. 
Ähnlich wie das weiter nördlich gelegene Prichsenstadt erlebte auch Mainbernheim unter Kaiser Karl IV. aus dem Hause der Luxemburger eine Blütezeit. Karl löste das Dorf aus der Pfandschaft des Hochstifts und erlaubte dem Reichsdorf eine erste Ummauerung aus Pfahlhecke und Wassergraben anzulegen. Die Stadt war für die Hausmachtpolitik Karls IV. von entscheidender Bedeutung, denn sie bildete eine Station zwischen seinen böhmischen Besitzungen und der Krönungsstadt Frankfurt.

### Stadterhebung und Ausbau
Wenige Jahre später, mittlerweile führte Wenzel die Politik seines Vaters weiter, erhielt Mainbernheim Stadtrechte. Verbunden mit der Erhebung zur Stadt 1382 war auch der Auftrag an die Bürger ergangen, die nun städtische Siedlung mit Steinmauern zu befestigen. Um diese Aufgabe wirtschaftlich stemmen zu können, erteilte Wenzel seiner Stadt auch das Zoll- und das Marktrecht in ihren Mauern. Schnell bildete sich ein Straßenmarkt heraus, der sich entlang der Hohen Straße mitten durch die Stadt zog.

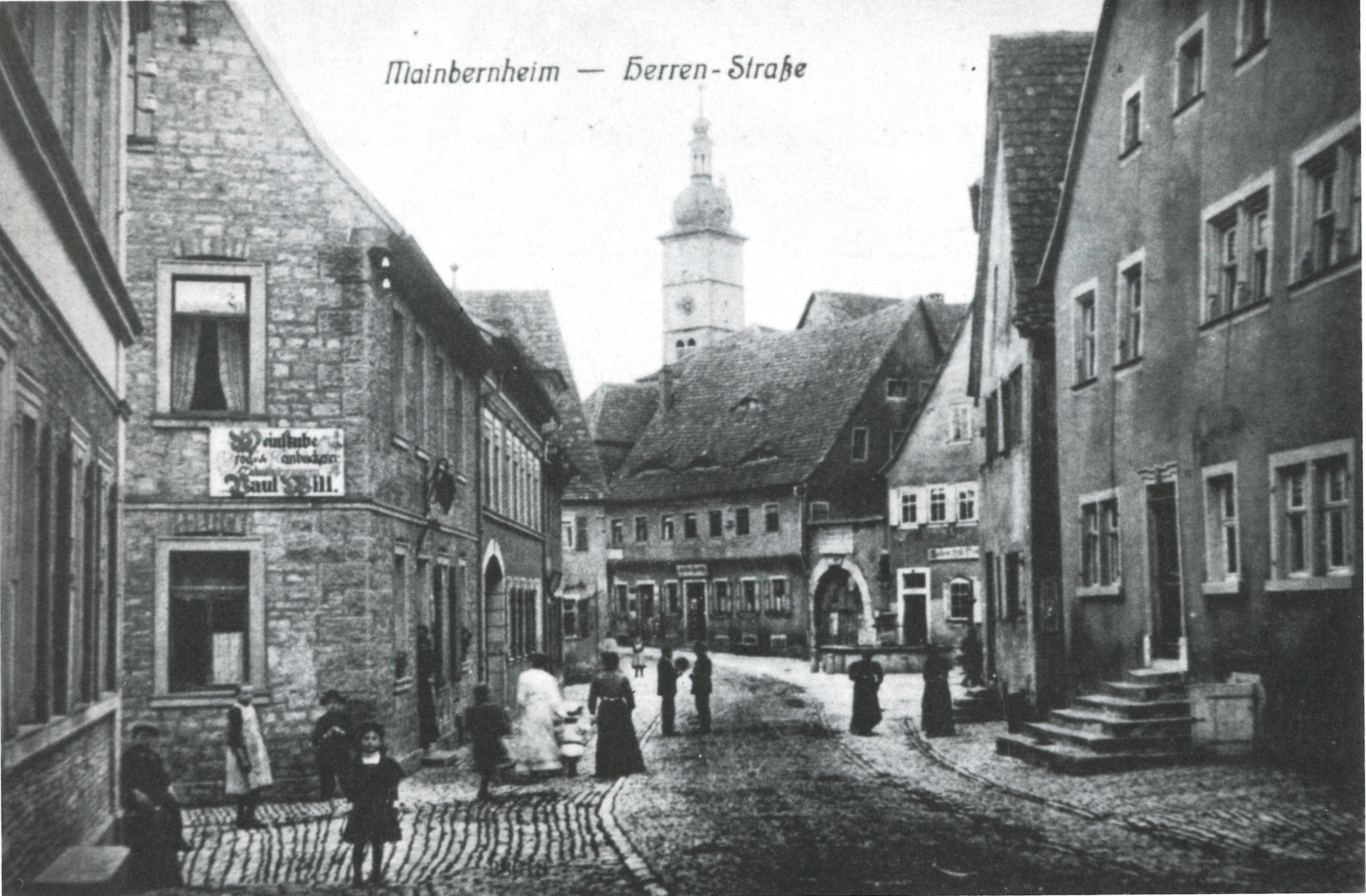
Die Herrnstraße im 19. Jahrhundert

Der Aufstieg zur Stadt führte zu einer Verdichtung des Siedlungsareals. Die Stadt wurde als Zweitorestadt entlang der bereits vorhandenen Königsstraße ausgeführt. Lediglich entlang der späteren Herrnstraße entwickelten sich repräsentative Vorzeigebauten städtischen Zuschnitts. Der Rest des städtischen Areals blieb ländlich geprägt. Hierzu trugen auch Streitigkeiten zwischen Mainbernheim und dem benachbarten Iphofen bei, das ebenfalls Station an der Hohen Straße werden wollte. Zeitweise leiteten die Iphöfer die Straße einfach um.
Nach weiteren Verpfändungen wurden zu Beginn des 16. Jahrhunderts schließlich die Markgrafen von Brandenburg-Ansbach neue Herren über Mainbernheim. Die Markgrafen richteten ein eigenes Amt in der kleinen Stadt ein und förderten ihre Besitzung hierdurch weiter. Sie forcierten auch die Reformation in Mainbernheim. Im Zuge der Annahme des neuen Glaubens wurde Mainbernheim Ziel vieler Exulanten aus dem katholischen Umland. So verlegte man 1548 den bisher um die Kirche angesiedelten Friedhof vor die Stadt.
Der Dreißigjährige Krieg brachte für Mainbernheim nicht die Zerstörungen, die vergleichbare Städte im Steigerwaldvorland erlitten. So gelang es den Bewohnern bereits 1648 die beiden heute noch vorhandenen, repräsentativen Stadttürme im Nordwesten und Südosten einzuweihen. 1683 wurde in der Herrnstraße 45 eine der ältesten, durchgehend betriebenen Apotheken Frankens eingeweiht. 1748 erhielten die in Mainbernheim angesiedelten Juden eine eigene Synagoge.

### Niedergang
Mainbernheim verlor allerdings im 18. Jahrhundert sein Amt und büßte seine Bedeutung gegenüber den benachbarten, bevölkerungsreicheren Städten im Laufe des 19. Jahrhunderts vollständig ein. So verlagerten sich auch die Handelswege und die Hohe Straße verlor ihre verkehrswichtige Bedeutung. Nur so ist es zu erklären, warum die beiden Stadttore nicht in dieser Zeit abgerissen wurden, waren sie doch in anderen Städten der Umgebung schnell zu einem Hindernis für den wachsenden Verkehr geworden.
Die Stadt fiel in eine Art „Dornröschenschlaf“, wodurch sich die spätmittelalterliche und frühneuzeitliche Bausubstanz erhalten konnte. Bereits zu Beginn des 19. Jahrhunderts hatten sich vor den Toren zwei kleine Vorstädte gebildet. Erst mit dem Bau der Bahnstation 1864 gewann Mainbernheim wieder an Bedeutung. Allerdings blieb die Stadt lange Zeit Auspendlergemeinde in Richtung Kitzingen, wo sich erste Industriebetriebe ansiedelten.
Im 20. Jahrhundert gelang es der Stadt, auch durch das weitere Wachstum von Kitzingen, selbst Neubaugebiete anzulegen. Die Altstadt blieb in ihrer Substanz unverändert und erst 1938 machte der wachsende Individualverkehr den Bau einer Umgehungsstraße, der heutigen Bundesstraße, notwendig. Die Stadt verfiel in den 1950er und 1960er Jahren und wurde erst in den folgenden Jahrzehnten renoviert und erneuert. Noch heute bildet Mainbernheim lediglich eine Station zwischen Kitzingen und Iphofen.

## Straßen und Plätze
Die Mainbernheimer Altstadt wird von der Herrnstraße dominiert, die den Ort als Längsachse durchquert. Im Norden der Tangente ist die Kirche und das Rathaus zu finden, im Süden überwiegen weniger repräsentative Bauten. Die Herrnstraße knickt etwa auf Höhe der Hausnummer 26/27 ab, hier entstand ein sternförmiges Netz von Nebengassen, die alle in der Hauptstraße münden. Bedeutsam für die Erschließung des südlichen Stadtteils ist die Badgasse. Die heutigen Straßenbenennungen stammen meist aus dem 20. Jahrhundert, ursprünglich waren nur die wichtigeren Straßenzüge benannt. Es waren dies:

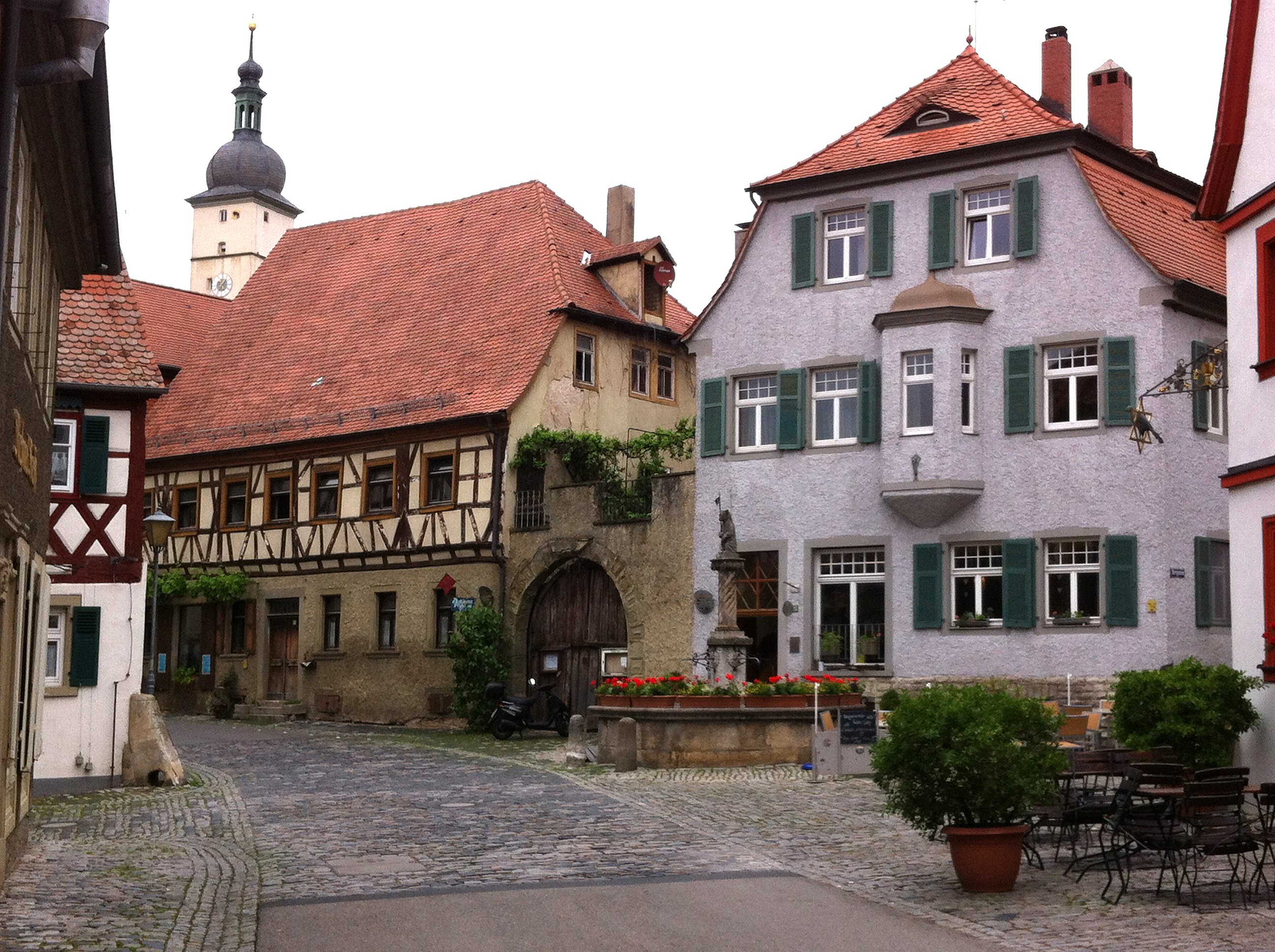
Der „Platz“ in der Herrnstraße mit dem Vierröhrenbrunnen

| - Badergasse (Badgasse) - Berggasse - Büttnergasse - Herrngasse (Herrnstraße) - Judengasse |  | - Kellergasse - Kirchgasse - Klostergasse - Neugasse - Obere Brunnengasse |  | - Rathausgasse (Rathausplatz) - Schmitgasse (Schmiedgasse) - Schulgasse - Sonnengasse - Untere Brunnengasse |

### Herrnstraße
Die Herrnstraße bildet die Mainbernheimer Hauptstraße. Alle anderen Straßen der Altstadt zweigen rippenförmig von ihr ab. Sie bildete den Straßenmarkt und markiert den innerstädtischen Verlauf der Hohen Straße. Deshalb wurden die beiden Tortürme, die als Zollgrenze neben ihrer militärischen Funktion, auch eine wirtschaftliche Aufgabe hatten, an beiden Enden der Herrnstraße errichtet. Den Mittelpunkt innerhalb der Stadt bildet die Abknickung etwas nördlich des geografischen Zentrums von Mainbernheim.
Hier bildete sich ein kleiner Platz, der mit einem Brunnen verziert wurde. Entlang der Herrnstraße, insbesondere am Brunnenplatz, haben sich Handelshäuser des 17. und 18. Jahrhunderts erhalten. Die Straße war die einzige in Mainbernheim, an der sich ein städtischer Charakter mit differenzierten Gewerben ausprägen konnte. Durch den Verlauf der Handels- und Heerstraße durch die Stadtmitte siedelten sich hier auch Gasthäuser an, die Anlaufpunkt für durchreisende Händler waren.

### Nebenstraßen
Die von der Herrnstraße abknickenden Nebenstraßen entwickelten keine herausragenden Stadtbilder. Sie behielten ihren ruralen Charakter, den die Siedlung vor der Stadterhebung hatte. So finden sich auch kaum Baudenkmäler in den Nebenstraßen, wobei die Obere Brunnengasse, der Scheuerleinsplatz und die Kellergasse Ausnahmen bilden. Mit dem markgräflichen Kastenamt und einer Kellerei des Würzburger Domkapitels sind hier sogar herrschaftliche Bauten zu finden, die allerdings nicht den repräsentativen Charakter der Baulichkeiten an der Hauptstraße erreichen.
Die wichtigste Verkehrserschließungsstraße bildet die Badgasse, die in Richtung Süden verläuft. Wichtiger für die Stadtgeschichte ist der Platz um die lutherische Stadtkirche ganz im Norden. Hier bestand einmal der Friedhof, der im Zuge der Reformation vor die Stadt verlagert wurde. Die Judengasse war ihrem Namen nach die Achse, in der vor allem Bürger israelitischen Glaubens siedelten. Am 19. August 1917 wurde dieses Areal von einem Großbrand verheert, sodass hier vor allem Bauten neueren Datums zu finden sind.
Der Name Neugasse verweist auf eine Erweiterung des städtischen Areals oder ist ebenfalls auf einen Stadtbrand in der Frühen Neuzeit zurückzuführen, nach dem das Teilgebiet planmäßig wiedererrichtet wurde. Hier entstand ein wesentlich regelmäßigeres Viertel mit geschlossenen Hofreiten in Blockbebauung. Das Rathaus wurde am Übergang zwischen Kernstadt und Neugasse gebaut, was auch ein Hinweis auf eine Stadtgebietserweiterung sein kann.

## Bedeutende Baudenkmäler
In der Mainbernheimer Altstadt haben sich Baulichkeiten aus allen Jahrhunderten seit dem Mittelalter erhalten. Insbesondere entlang der städtebaulich wichtigen Herrnstraße stehen repräsentative Handelshäuser und Ackerbürgerhäuser. Die Herrnstraße versammelt auch die meisten Baudenkmäler in der Altstadt. Ähnliche Verdichtungen sind nur in der Straßenerweiterung des Scheuerleinsplatzes und in den südlich vom Unteren Tor zu findenden Gassen zu finden.

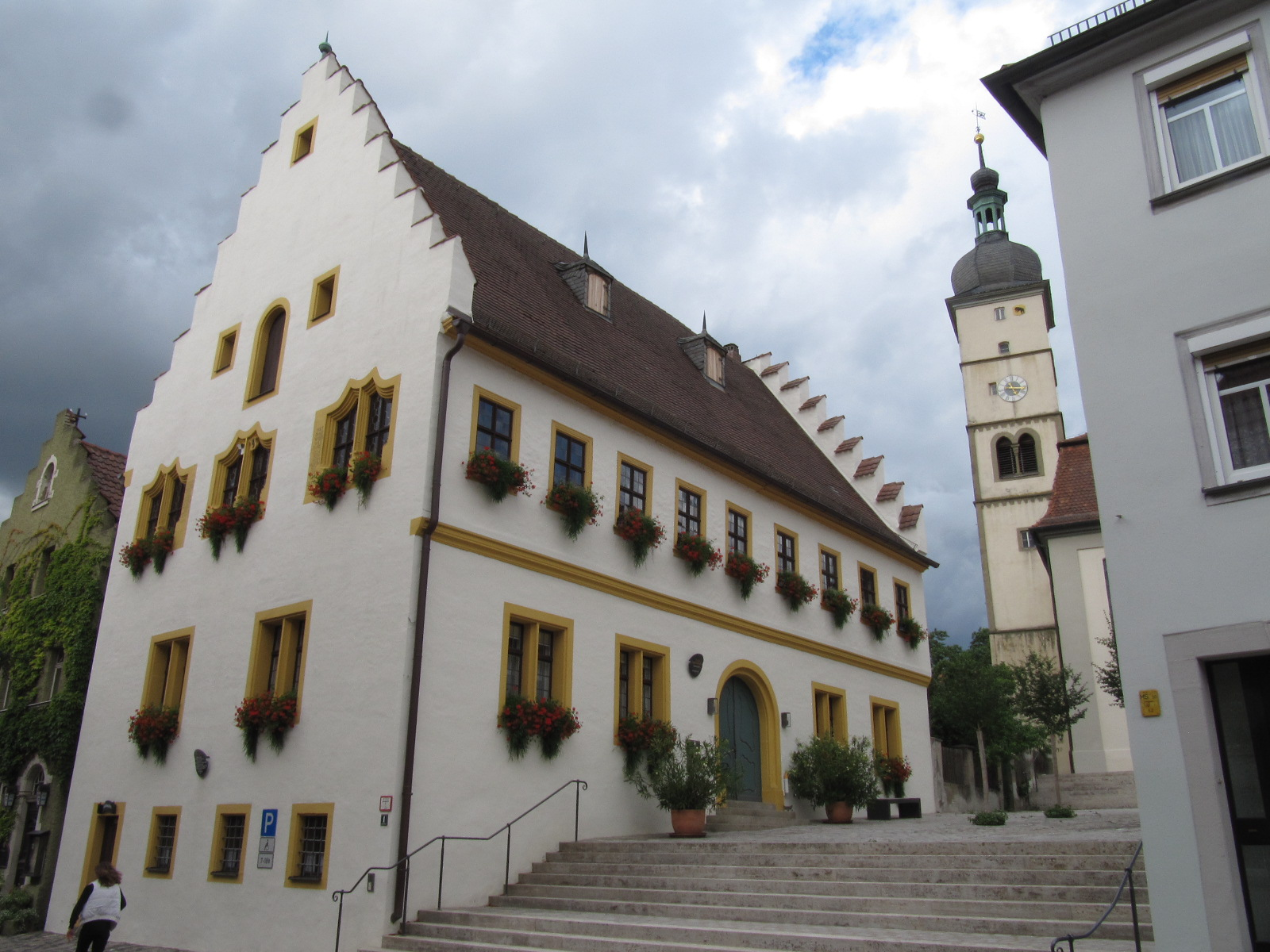
Rathaus und Stadtkirche

Als bedeutendes Baudenkmal der Stadt kann die evangelisch-lutherische Stadtpfarrkirche St. Johannis gelten. Sie entstand als Eigenkirche der Grafen zu Castell im Norden der Stadt. Unter der Aufsicht Carl Friedrichs von Zocha und der Mitwirkung Johann David Steingrubers wurde am 12. September 1732 nach dem Abriss der Vorgängerkirche der Grundstein für das heutige Gotteshaus gelegt. Von außen präsentiert sich das Gotteshaus als schlichter Saalbau mit Walmdach. Der seitlich erbaute Turm überragt mit seiner Welschen Haube die Stadt. Im Inneren wurden Elemente des sogenannten Markgrafenstils aufgestellt. → siehe auch: Evangelische Stadtkirche Mainbernheim
Vor der Kirche an der Herrnstraße ist das repräsentative Rathaus der Stadt zu finden. Es wurde im Jahr 1548 errichtet und unterstrich die Unabhängigkeit der Stadtbürger von der Herrschaft. Das Rathaus ist ein zweigeschossiger Bau, der in Richtung Herrnstraße auf drei Geschosse erweitert wird. Mit seinen Stufengiebeln, dem verputzten, leicht vorkragenden Fachwerkobergeschoss und sogenannten Vorhangbogenfenstern zitiert es die Formen der Renaissance. 

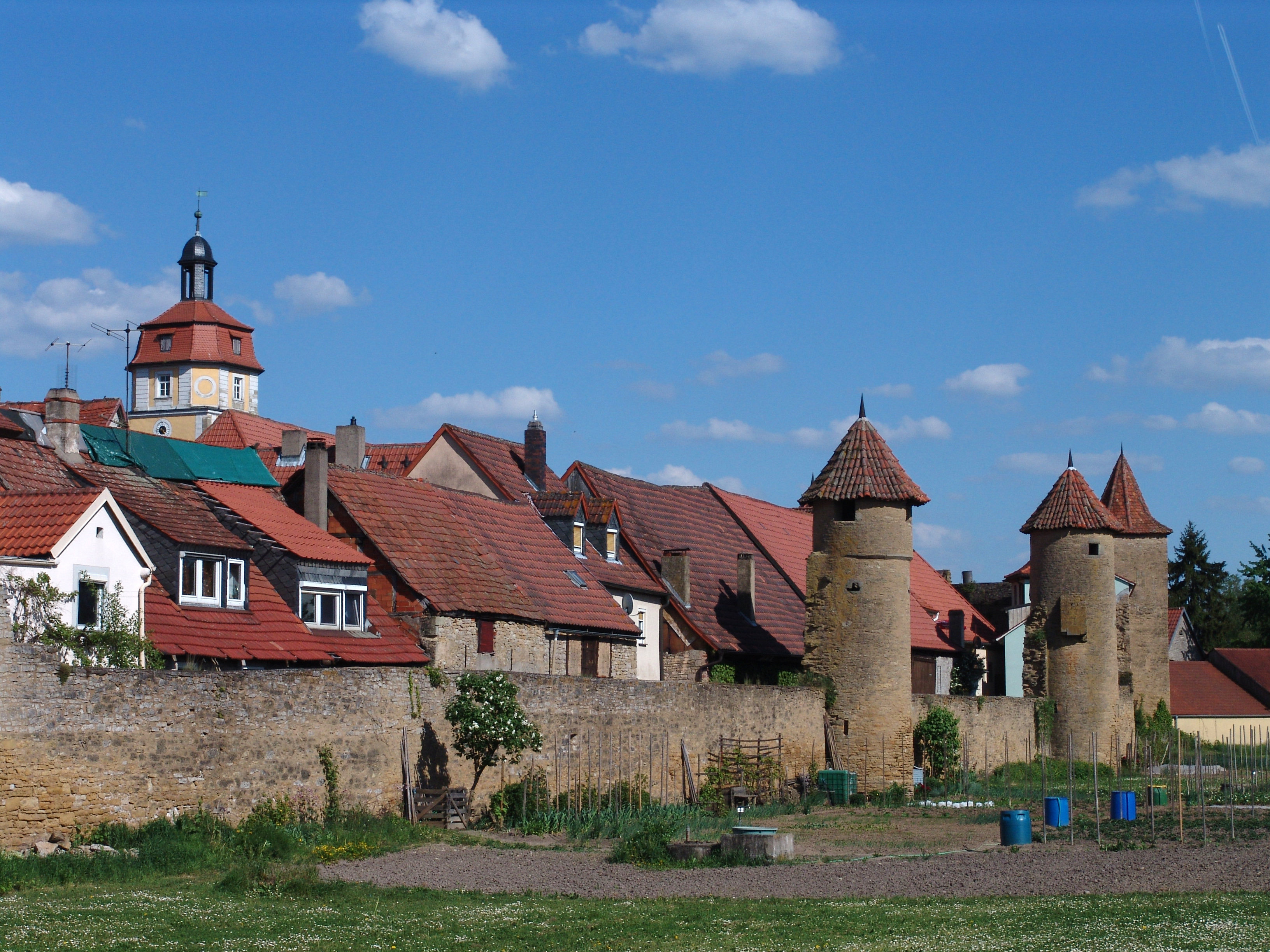
Mauerpartie entlang der Bundesstraße

Die Herrschaft ließ ebenfalls Baulichkeiten errichten, die ihren Anspruch auf die Stadt untermauern sollten. Das Ansbachische Kasten- und Fraischamt am Scheuerleinsplatz 4 wurde im 18. Jahrhundert barock überformt, geht aber im Kern bereits auf das Mittelalter zurück. Es handelt sich um einen zweigeschossigen Walmdachbau mit geohrten Fensterrahmungen. Die Markgrafen unterhielten in Mainbernheim auch eine Kellerei, die allerdings außerhalb der Altstadt verortet wurde. → siehe auch: Scheuerleinsplatz 4 (Mainbernheim)
Die Stadt besitzt allerdings auch mehrere Bürgerhäuser, die bauhistorisch von Bedeutung sind. In der Stadt bestanden durch die Lagegunst viele Gasthäuser. So tritt das sogenannte Paulshaus an der Herrnstraße 12 hervor. Es entstand bereits im 16. Jahrhundert und greift die Formen des gegenüberliegenden Rathauses auf. Ein weiteres, allerdings wesentlich jüngeres Gasthaus ist der Gasthof zum Falken in der Herrnstraße 27. Sein weit herunter gezogenes Krüppelwalmdach prägt diesen Teil der Hauptstraße. Jünger ist der im 18. Jahrhundert etablierte und noch heute bestehende Gasthof Schwarzer Adler. → siehe auch: Paulshaus, Gasthof zum Falken (Mainbernheim) und Gasthof Schwarzer Adler (Mainbernheim)
Ein weiteres bedeutendes Beispiel bürgerlicher Baukunst ist das Haus Herrnstraße 23. Es kann mit seinem Keller aus dem 11. bzw. 12. Jahrhundert als eines der ältesten Bauwerke im Landkreis Kitzingen bezeichnet werden. Um 1486 entstand das heutige Gebäude mit dem markanten Bossenportal, dem Fachwerkobergeschoss und dem Walmdach. Auf die gleiche Zeit datiert das Haus Berggasse 6. Dendrochronologische Untersuchungen ergaben, dass bereits 1483 am Haus gebaut wurde. Veränderungen am Haus nahm man am Ende des 16. Jahrhunderts vor. → siehe auch: Herrnstraße 23 (Mainbernheim) und Berggasse 6 (Mainbernheim)
Das Ensemble Altstadt Mainbernheim wird von der Stadtbefestigung begrenzt, die heute noch weitgehend erhalten ist. Sie entstand im Kern bereits im 14. Jahrhundert, wobei Nachbesserungen und Renovierungen bis in die heutige Zeit vorgenommen werden mussten. Besonders repräsentativ sind die beiden Turmbauten an beiden Enden der Herrnstraße. Das Obere Tor erhielt im 18. Jahrhundert seinen markanten, achteckigen Aufsatz. Stadtbildprägend ist auch die Mauerpartie entlang der B 8. Sie bildet mit ihren drei Türmen ein beliebtes Fotomotiv. Hier sind auch die sogenannten Grabengärten im aufgeschütteten Stadtgraben zu finden.